# Регија
Регија, може и регион, у географском је смислу територијална целина са властитом географском структуром која је уоквирена у простору и времену и тиме се разликује од осталих целина. Назив потиче од латинске речи regio, што значи „крај“, „предео“, „подручје“ или „покрајина“.

## Подела
Регије се могу условно поделити на:
- Физиономске регије (тј. хомогена, има свој карактеристичан изглед и физиономију, захваљујући хомогености природне средине и друштвених процеса),
- Функционалне регије (битно обележје дају елементи организације простора, тј. последице рада човека),
  - Нодална регија (чини је заокружена територијална целина са властитим центром око ког гравитира његова околина; латински nodus — „чвор“).

## Проучавање регија
Проучавањем описивањем регија бави се регионална географија. Њен задатак је да неку регионалну целину издвоји, ограничи, опише и утврди узрочно-последичне везе између природних и друштвених чинилаца који су утицали на њено образовање. Том приликом регионална географија служи се методама проучавања, попут анализе, синтезе, картографског и теренског рада.

## Хијерархија и структура регија
Народни називи за простор су, по хијерархији од најмањег ка највећем — крај, предео и област. У српској географској терминологији усвојени су и међународни општеприхваћени називи за регије — микрорегија, субрегија, мезорегија и макрорегија. Свака регија се састоји из два основна чиниоца — региона и рејона. Регион је просторно индивидуалисана природна целина где се истичу геоморфолошки, климатски, хидролошки и педолошки чиниоци, док је рејон простор са истакнутим социо-економским и антрополошким карактеристикама (становништво, привреда и насеља). Регија је дакле, интегрисани регион и рејон, тј. комплексни хетерогени простор свеобухватног географског садржаја.

## Границе регија
При издвајању регија неопходно је утврђивање њихових граница., како ради међусобног разграничавања тако и ради прецизнијег одређивања географских садржаја. Најбоље је када су границе природне, али често су и границе држава неприродне и неетничке. За издвајање суседних регија, довољна је и мања, а поготово изразитија разлика у њиховом географском инвентару. Нпр. Банат и Бачку граничи Тиса, али уз сву сличност ове две Војвођанске регије показују велике разлике. Граница регије је често шира, непрецизна зона прожимања. Ипак да би се географски садржај простора или регије и његови квантитети одредили, неопходно је одредити границу у виду линије. Без исте се не би знала површине регије, број људи и насеља, фонд ораница и шума, припадност фабрика или дужина саобраћајница. Границе су неопходне, али често спорне. Границе Панонске области према Планинско-долинско-котлинској области је одређена изохипсом од 800 м, јер се северна страна Динарског развођа степеничасто спушта ка низији, чија је апсолутна висина већа неко у Јадранској низији. Граница Јадранске области према Планинско-долинско-котлинској макрорегији је условно одређена изохипсом од 500 м, с обзиром на нулту тачку нивоа мора и околност да је 500 м висина неких нижих планина. Неодређене, непрецизне и недефинисане границе регија, промене њихових назива и оквира, отежавају или онемогућавају упоредне приказе регија и анализу података о њима. То је отежано чак и за признате (традиционалне, природне, привредне, етничке и историјске) географске целине